# Arno Stern
Arno Stern (Kassel, 23 giugno 1924 – Parigi, 30 giugno 2024) è stato un educatore tedesco con cittadinanza francese.

## Biografia
Nato a Kessel il 23 giugno 1924, Arno Stern frequentò per tre anni una scuola nella nativa città in Germania prima di emigrare in Francia con i propri genitori dopo la presa del potere da parte di Hitler. Dopo lo scoppio della Seconda Guerra Mondiale la famiglia fuggi in Svizzera. Insieme a circa 300 altri profughi Arno Stern passò i propri anni giovanili fino alla fine della guerra in un capannone mal ristrutturato. Durante questo periodo dell'internato i profughi vennero assistiti da enti assistenziali, i quali misero a loro disposizione libri, tra l'altro di storia dell'arte. Anche in questi anni Arno Stern sfruttò il suo tempo limitato per disegnare. Alla fine della guerra, dopo anni di internato e apolidismo, Arno Stern ritornò con la propria famiglia in Francia e ottenne la cittadinanza francese.
Nel 1946 gli fu affidato il ruolo di educatore presso un istituto per orfani di guerra. In quell'occasione, ebbe l'intuizione di proporre la pittura ai piccoli ospiti dell'istituto e questa esperienza riscosse molto successo. Nel 1949 a Parigi, nel quartiere Saint Germain-des-Prés, creò un Atelier che definì Closlieu per continuare l'attività intrapresa precedentemente con gli orfani ed estenderla. Da attente osservazioni, condotte all'interno del Closlieu, Stern diede rilievo alla traccia come beneficio per chi la compie e mise da parte l'importanza del messaggio e del destinatario dell'opera. Attraverso la traccia avviene una manifestazione che Stern definì Formulazione.
Nel 1986 fondò l'IRSE Institut de Recerche en Sémiologie de l'Expression.
Dagli anni Sessanta si dedicò al compito di divulgare la propria pratica e le proprie scoperte con incontri e conferenze continue; si occupò inoltre di avviare al suo mestiere i practiciens tramite appositi percorsi di formazione.
Morì a Parigi il 30 giugno 2024, una settimana dopo il suo centesimo compleanno.

## Closlieu
Il Closlieu è il nome dell'atelier creato da Arno Stern, un luogo allestito appositamente per permettere di dipingere senza pressioni e influenze. 
I Praticien, coloro che dipingono all'interno del Closlieu, condividono la stanza senza competizione o spettatori. All'interno di questo contesto un Servente, che conosce il gioco del dipingere e ha seguito un corso di formazione, si mette a loro disposizione.
Nel Closlieu non si creano opere indirizzate ad un destinatario o contenenti un messaggio, ma avviene una manifestazione attraverso il dipingere, che Stern definisce Formulazione.

## Opere
- Dal disegno infantile alla semiologia dell'espressione, Armando Editore Roma, 2009
- I bambini senza età, Luni Editrice 2020, https://www.lunieditrice.com/product/i-bambini-senza-eta-arno-stern/
- La traccia naturale, Luni Editrice 2021, https://www.lunieditrice.com/product/la-traccia-naturale-arno-stern/